# Nao Morooka
Nao Morooka (諸岡 奈央, Morooka Nao) est une karatéka japonaise née le 22 mars 1982 et qui vivait à Kanagawa fin 2006. Elle est connue pour avoir remporté la médaille d'or en kata individuel féminin aux XVe Jeux asiatiques puis aux championnats d'Asie de karaté 2007 l'année suivante.

## Résultats
| Résultat      | Date             | Épreuve         | Catégorie | Compétition              | Ville hôte         |
| ------------- | ---------------- | --------------- | --------- | ------------------------ | ------------------ |
| Médaille d'or | 12 décembre 2006 | Kata individuel | Seniors   | Jeux asiatiques 2006     | Doha, au Qatar     |
| Médaille d'or | 24 août 2007     | Kata individuel | Seniors   | Championnats d'Asie 2007 | Nilai, en Malaisie |